# 스타하우스엔터테인먼트
스타하우스 엔터테인먼트 (Starhaus Entertainment)는 대한민국의 종합 엔터테인먼트 회사이다. 회사이름은 영어 Star와 독일어 Haus의 합성어로 소속연예인을 포함한 직원 모두가 소속감을 갖고 서로 가족이라는 마음과 분위기로 일하며 최고의 결과를 이끌어 낸다는 의미다. 

## 역사
2005년 연예기획사를 설립했다. 일반사업자로 시작한 기획사는 2006년 법인으로 바뀌었다. 출신 회사 대표 배우인 이민호는 청소년 드라마를 통해 신인 연기자로서 데뷔 후 드라마‘꽃보다 남자’로 활동을 시작했다.

## 소속 연예인
| 소속 연예인 | 직업 | 데뷔작품                               |
| ----------- | ---- | -------------------------------------- |
| 곽시양      | 배우 | 2014년 영화 '야간비행'                 |
| 고욱        | 배우 | 2012년 MBC 드라마 '아랑사또전'         |
| 홍태의      | 배우 | 2012년 tvn 드라마 '노란복수초'         |
| 한규원      | 배우 | 2017 SBS 드라마 '피고인'               |
| 하율리      | 배우 | 2021 JTBC 드라마 '시지프스 : the myth' |

## 이전 소속 연예인
- 이민호
- 이다윗
- 경수진
- 한주완
- 박솔미
- 신동미
- 안효섭
- 송수현
- 이태리